# Thysanomeros
Thysanomeros is een geslacht van kevers uit de familie bladkevers (Chrysomelidae).
De wetenschappelijke naam van het geslacht werd in 2003 gepubliceerd door Flowers.

## Soorten
- Thysanomeros ulateae Flowers, 2003